# Parti démocratique de Guinée
Le Parti démocratique guinéen (PDG) est un parti politique de Guinée, créé en 1947, et dissout en 1984. Antenne locale de la fédération panafricaine Rassemblement démocratique africain, il s'agit du parti d'Ahmed Sékou Touré, premier président de la République de Guinée, issue de l'indépendance, en 1958. Il est à nouveau actif depuis 1993.

## Historique
Fondé en 1947, il travaille avec plusieurs partis pour l'indépendance de la Guinée, dirigé par Ahmed Sékou Touré, parti agissant pour la décolonisation de l'Afrique.
Elle devient parti Etat après l'indépendance de la Guinée de 1958 en 1984. Après le coup d'État de 1985, qui occasionne l'arrivée des militaires au pouvoir, Lansana Conté interdit le fonctionnement du parti jusqu'en 1992.
Le parti participe aux élections à nouveau dès 1993 avec le retour du multipartisme.

## Publications
- l'école guinéenne, cérémonie de sortie de la première promotion de l'Institut Polytechnique de Conakry, avril 1968[3] ;
- L'islam au service du peuple, octobre 1977[4] ;
- Visite d’État du président Valéry Giscard d'Estaing en république populaire révolutionnaire de Guinée du 20 au 22 décembre 1978[5] ;
- La politique extérieure du parti démocratique de Guinée (PDG), février 1984[6] ;
- Solidarité et coopération avec les pays arabes, Message du président Ahmed Sékou Touré à la conférence islamique de Lahore au Pakistan[7].